# HMCS Montréal (336)
HMCS Montréal (336) je fregata Kanadského královského námořnictva, která byla postavena v bývalé kanadské loděnici Saint John Shipbuilding. Jedná se jednotku třídy Halifax.

## Technické specifikace
Loď měří na délku 134,2 m a na šířku 16,5 m. Ponor lodi dosahuje hloubky 7,1 m a Montréal při maximálním výtlaku vytlačí 5 032 t vody. O pohon lodi se starají dva kotle General Electric LM2500 a jeden kotel SEMT Pielstick. Posádku lodi tvoří 225 námořníků a dopluje do vzdálenosti 17 600 km bez natankování paliva.

## Galerie

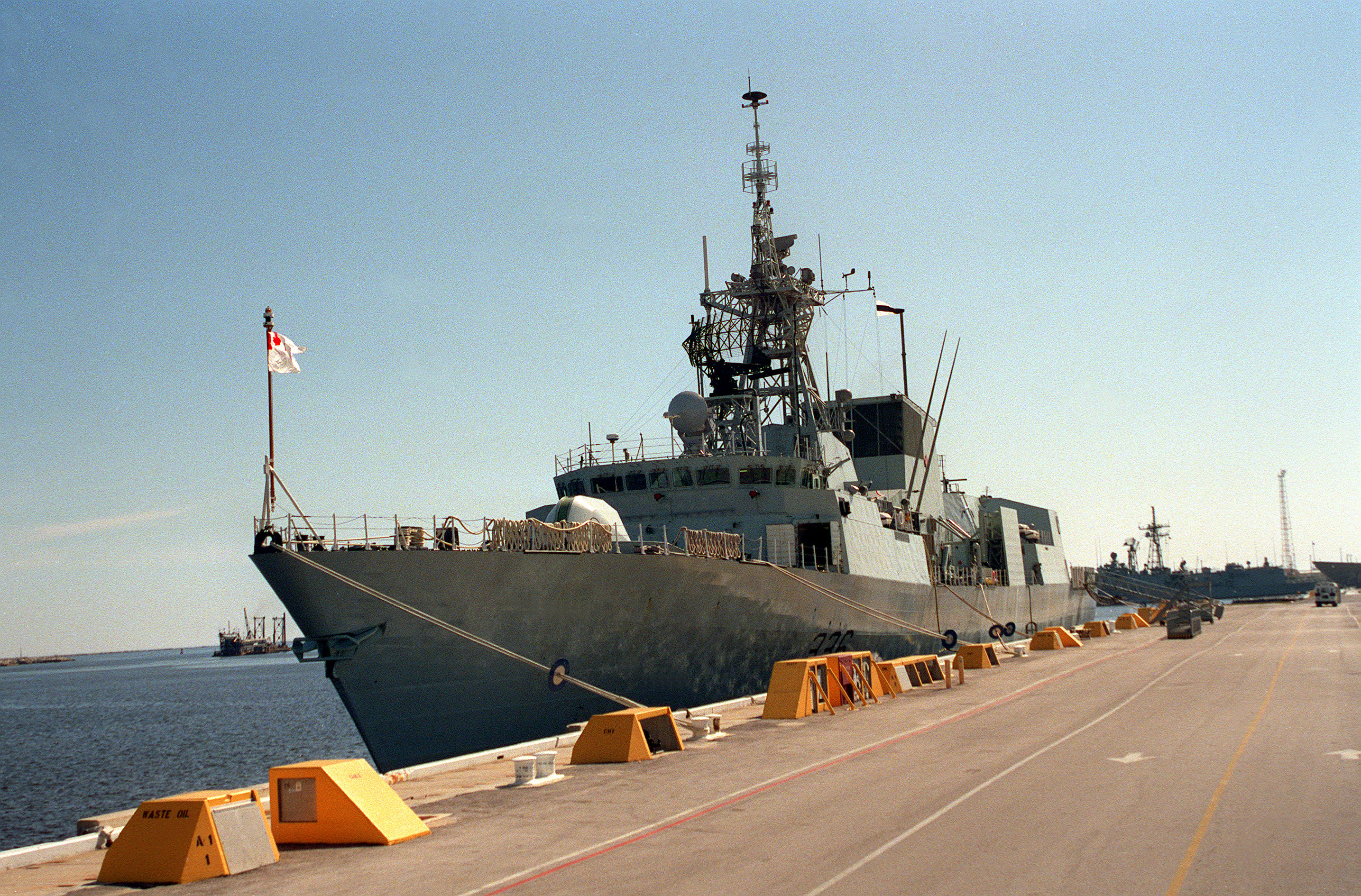
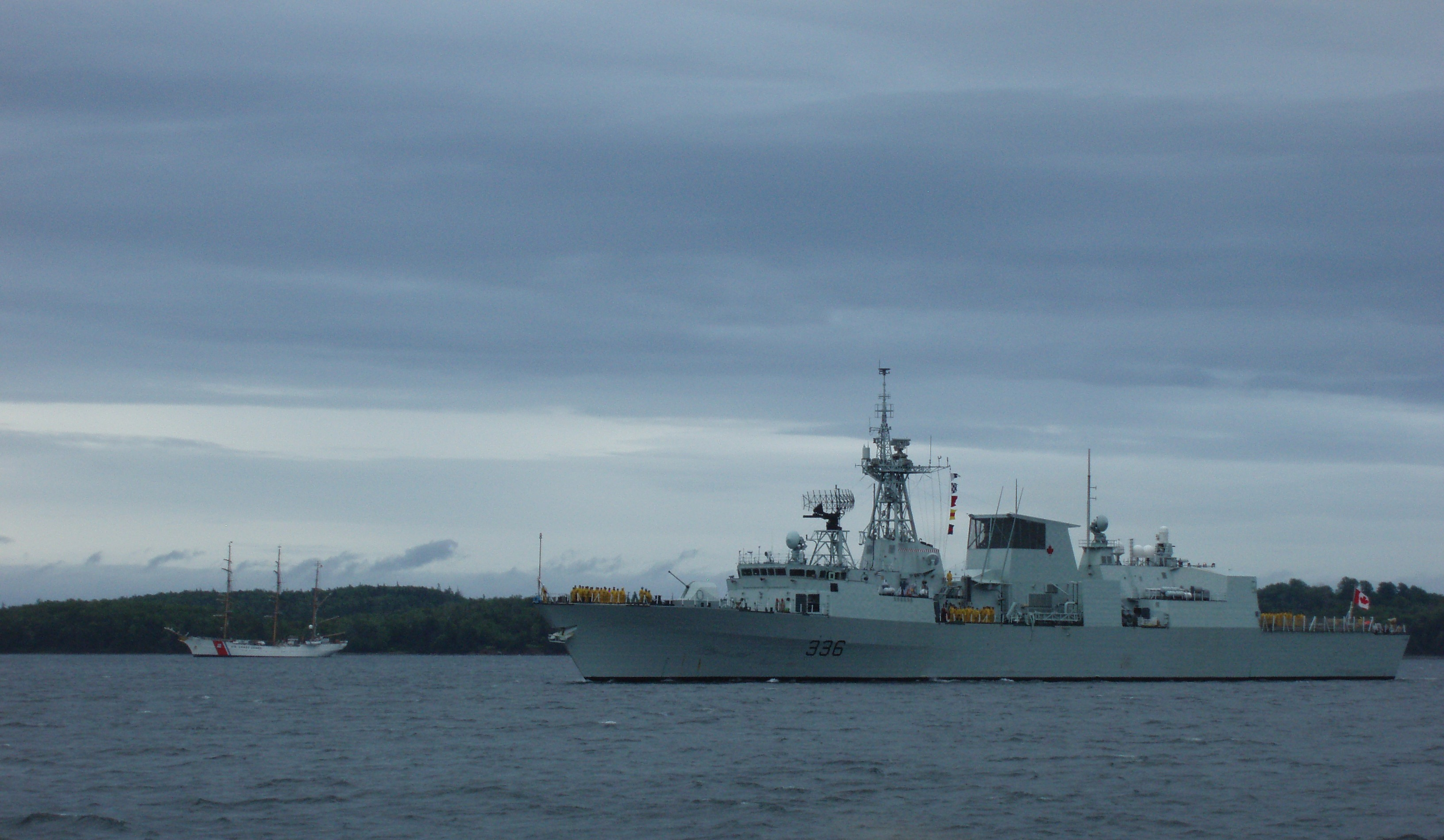
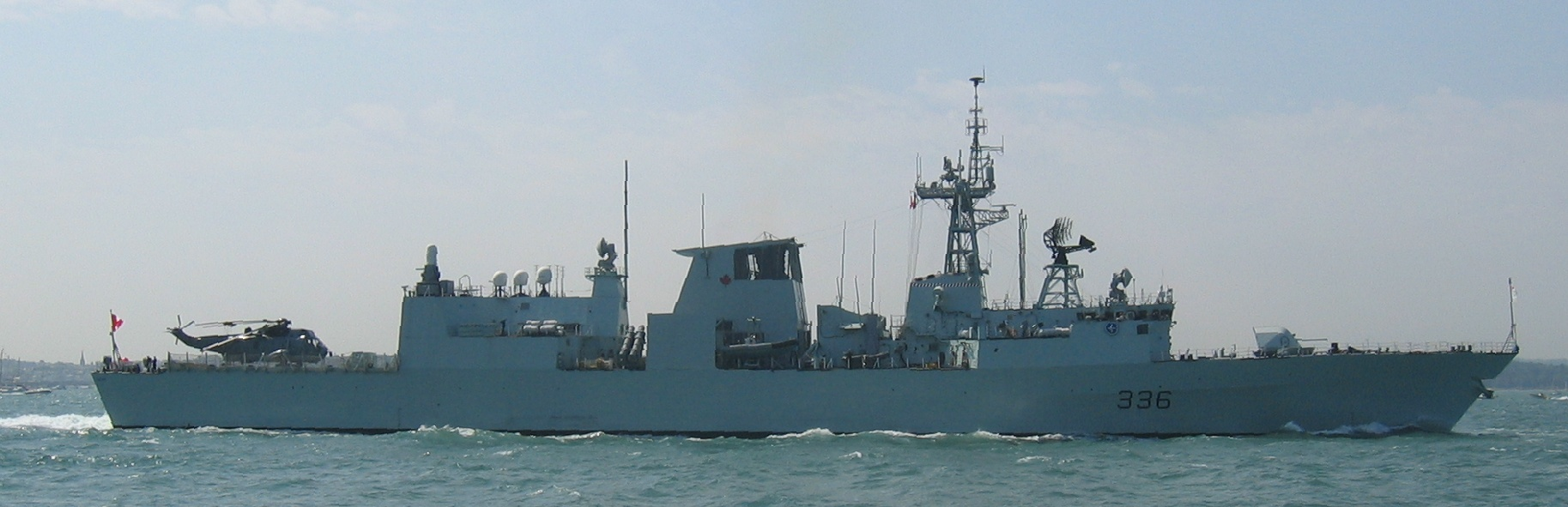
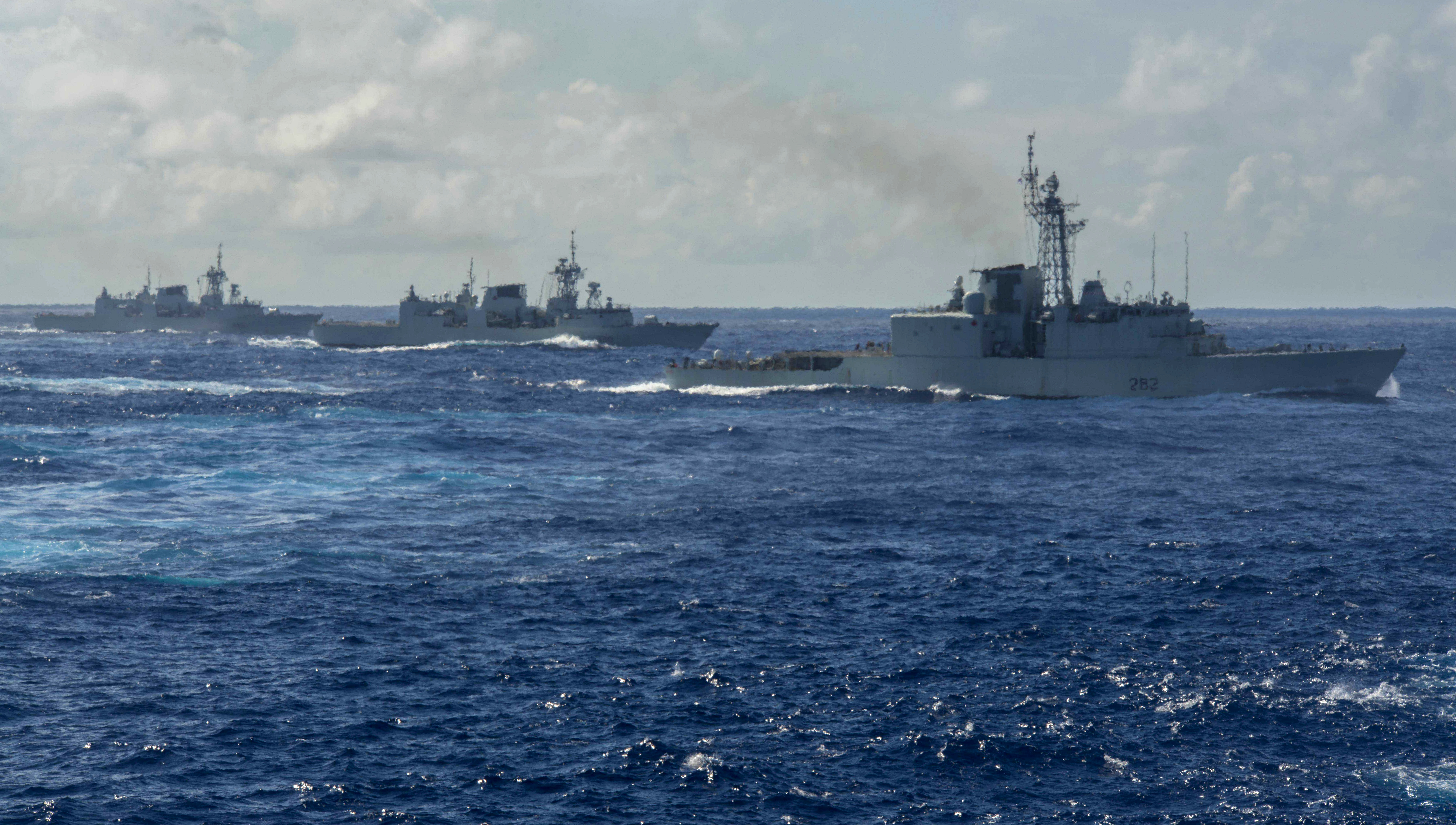
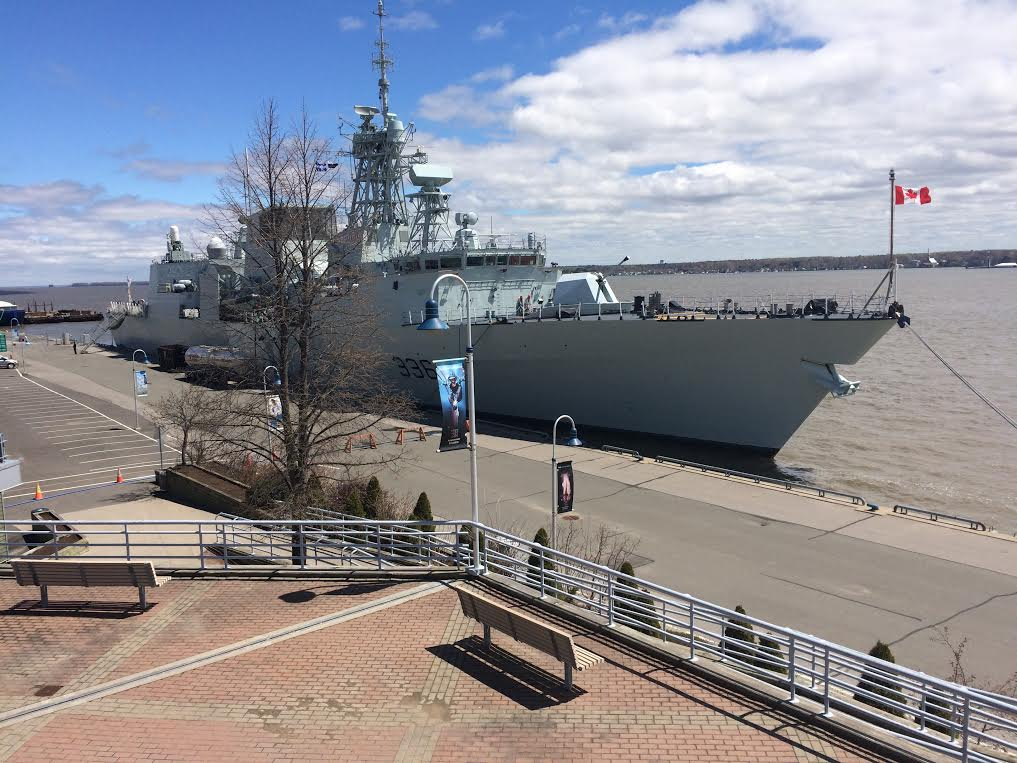
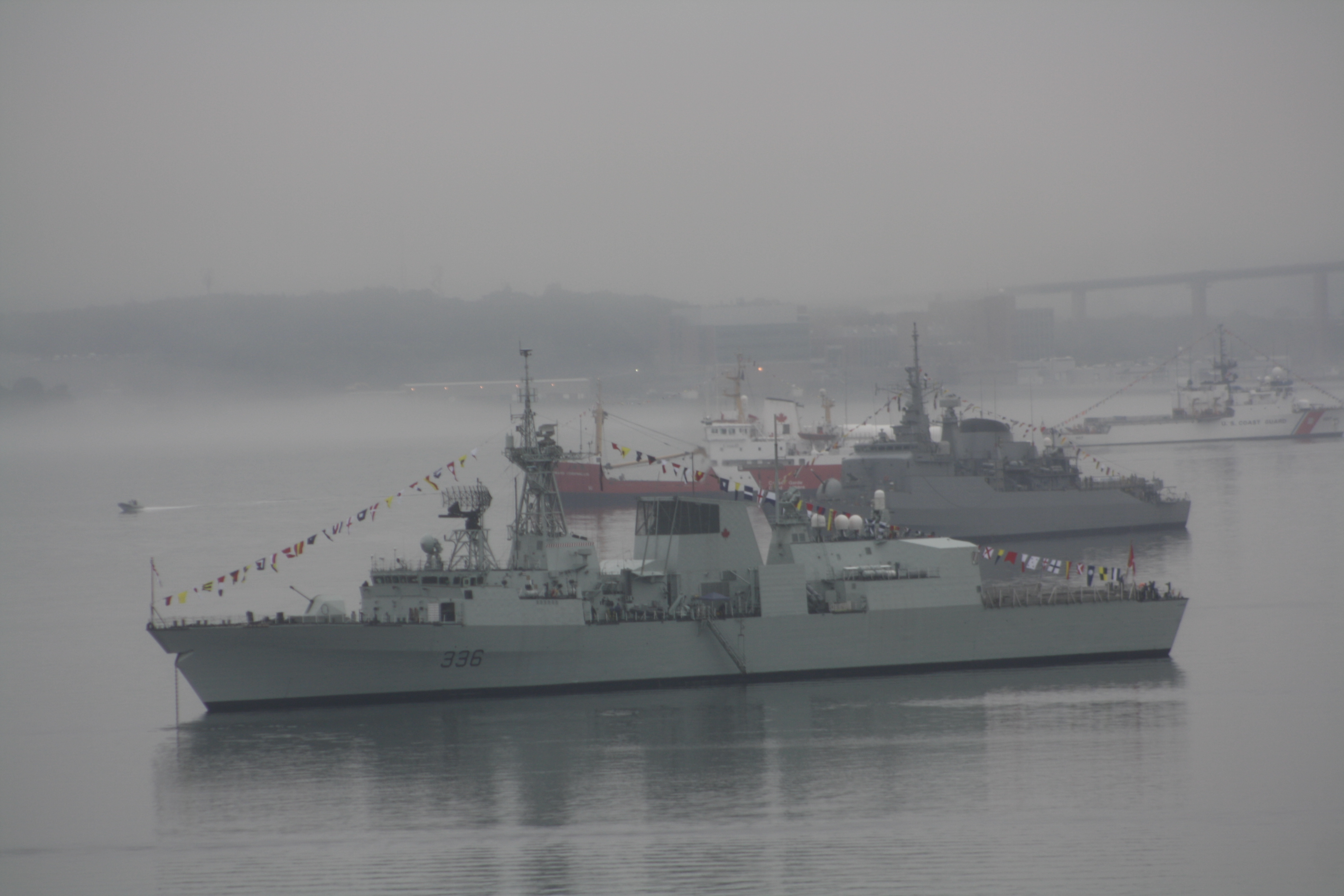
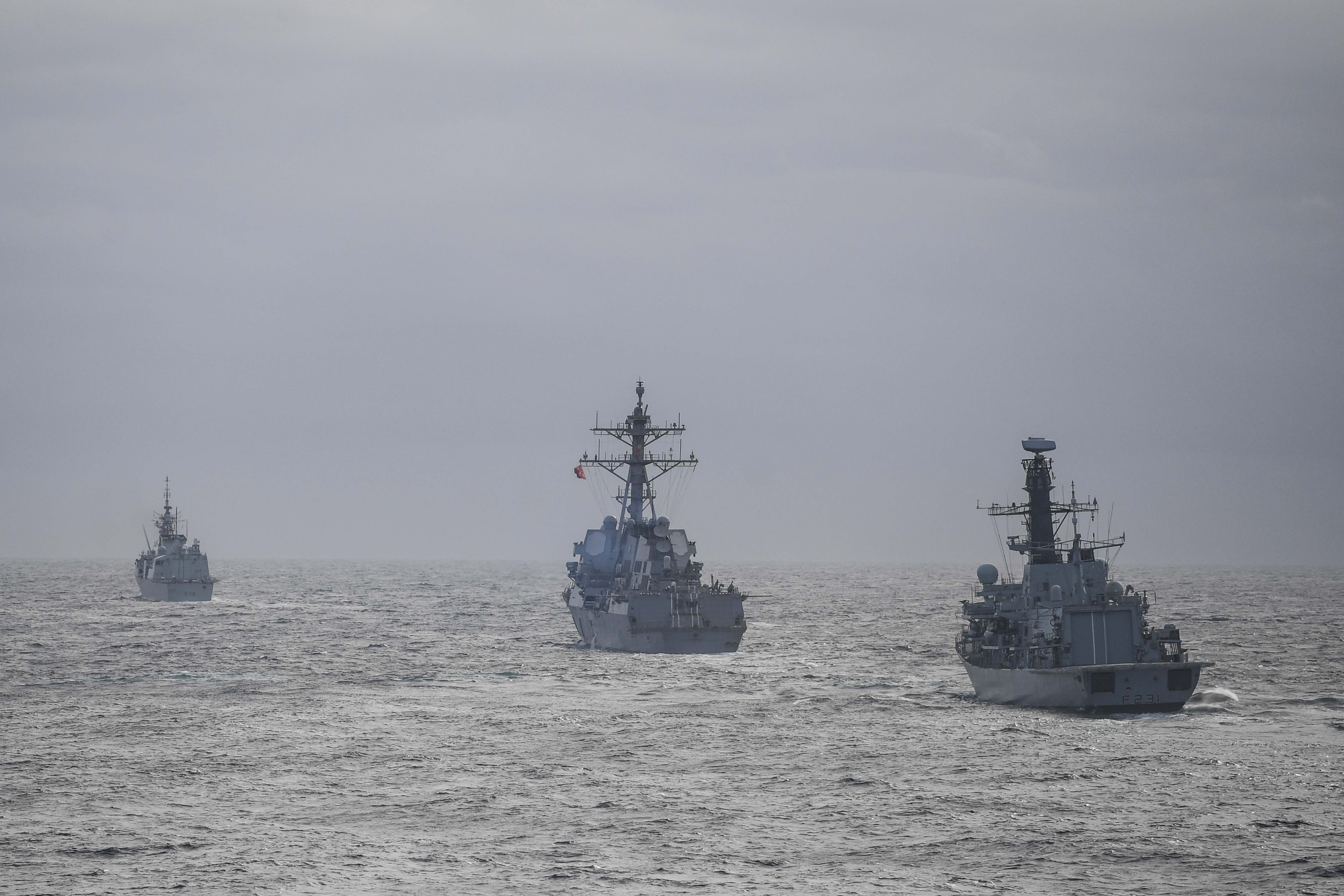